# Thiago Martins Bueno
Thiago Martins Bueno (São João Evangelista, Brasil, 17 de marzo de 1995) es un futbolista brasileño que juega como defensa en el New York City F. C. de la Major League Soccer de Estados Unidos.

## Clubes
| Club                         | País           | Año       |
| ---------------------------- | -------------- | --------- |
| S. E. Palmeiras              | Brasil         | 2013-2019 |
| Paysandu S. C. (cedido)      | Brasil         | 2015      |
| E. C. Bahia (cedido)         | Brasil         | 2017      |
| Yokohama F. Marinos (cedido) | Japón          | 2018-2019 |
| Yokohama F. Marinos          | Japón          | 2020-2022 |
| New York City F. C.          | Estados Unidos | 2022-     |

## Palmarés

### Títulos nacionales
| Título      | Club                | País   | Año  |
| ----------- | ------------------- | ------ | ---- |
| Brasileirão | S. E. Palmeiras     | Brasil | 2016 |
| J1 League   | Yokohama F. Marinos | Japón  | 2019 |